# CSA-Dollar

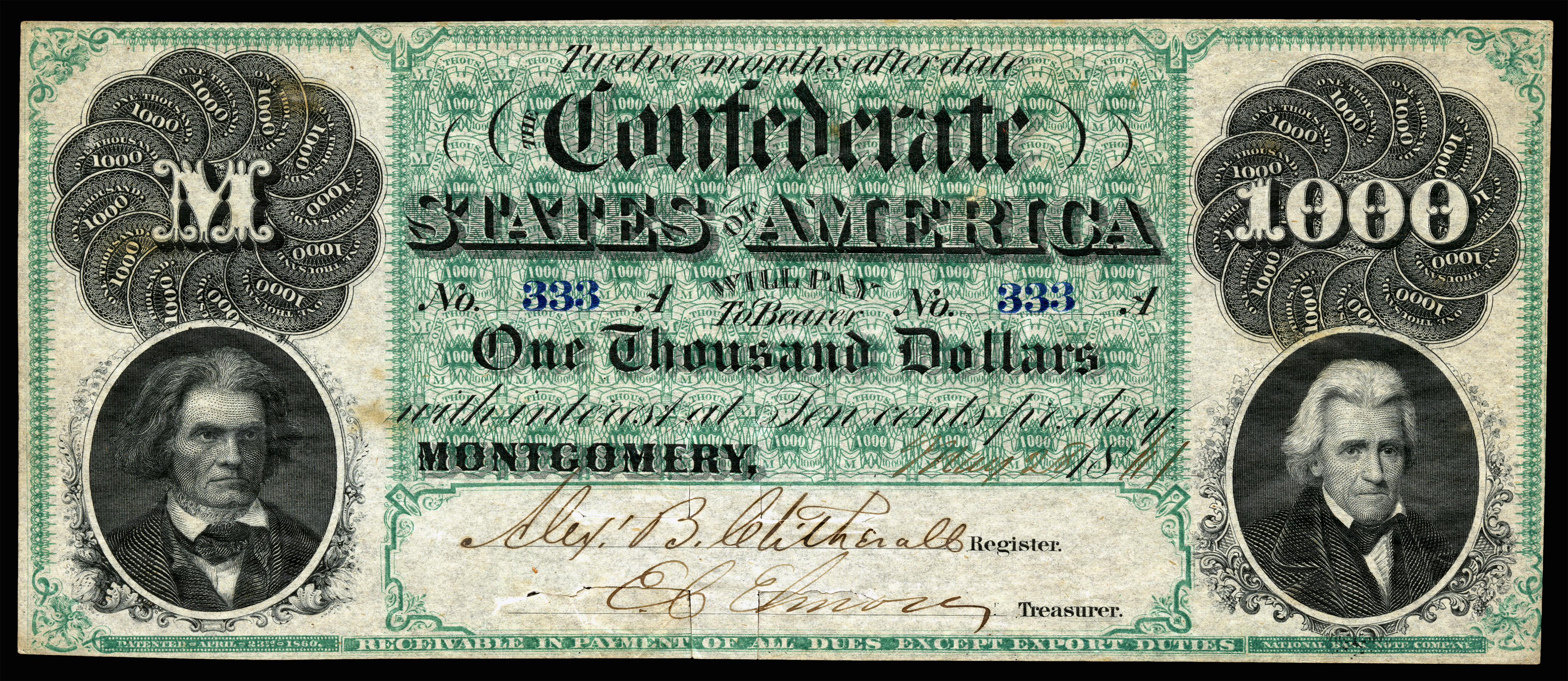
1000 C$ Banknote (1861)

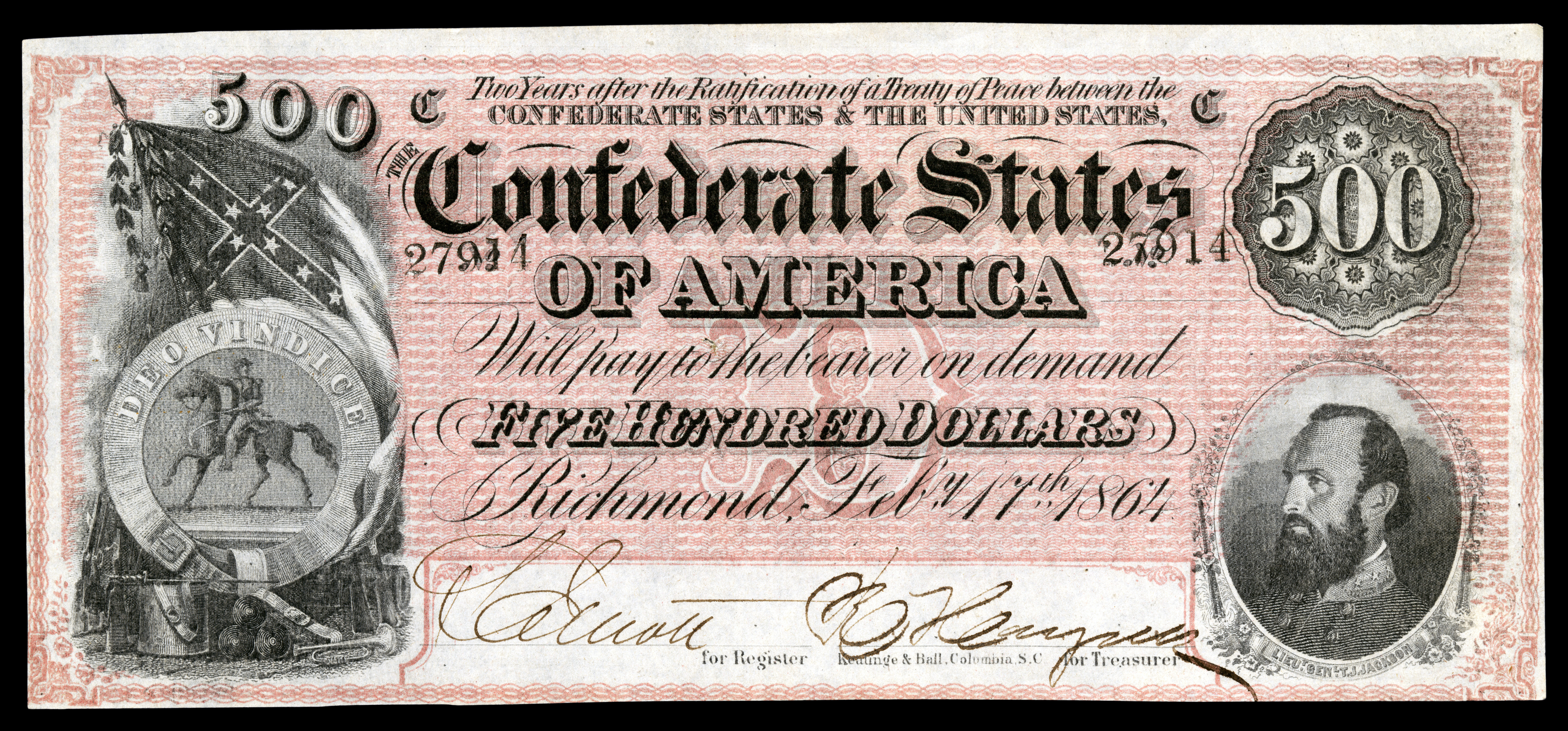
500 C$ Banknote (1864)

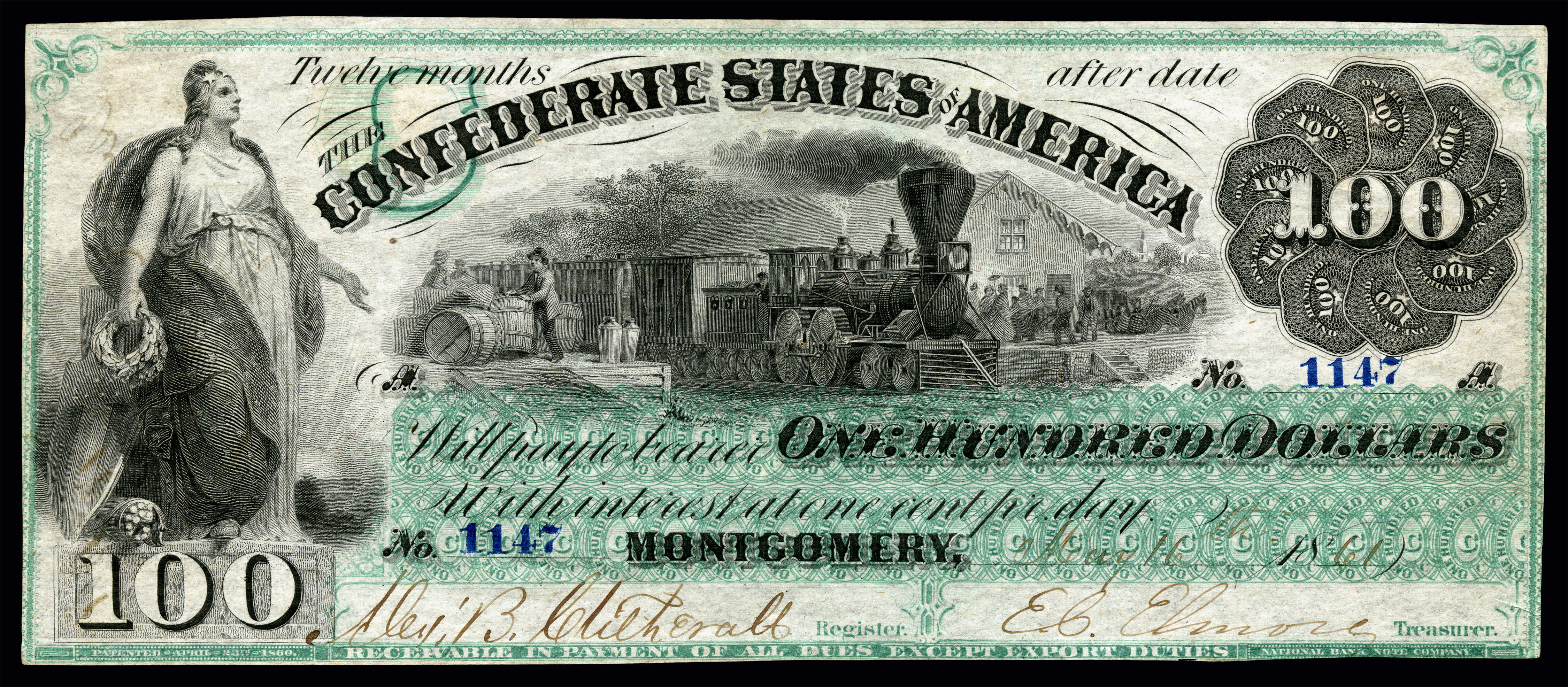
100 C$ Banknote (1861)

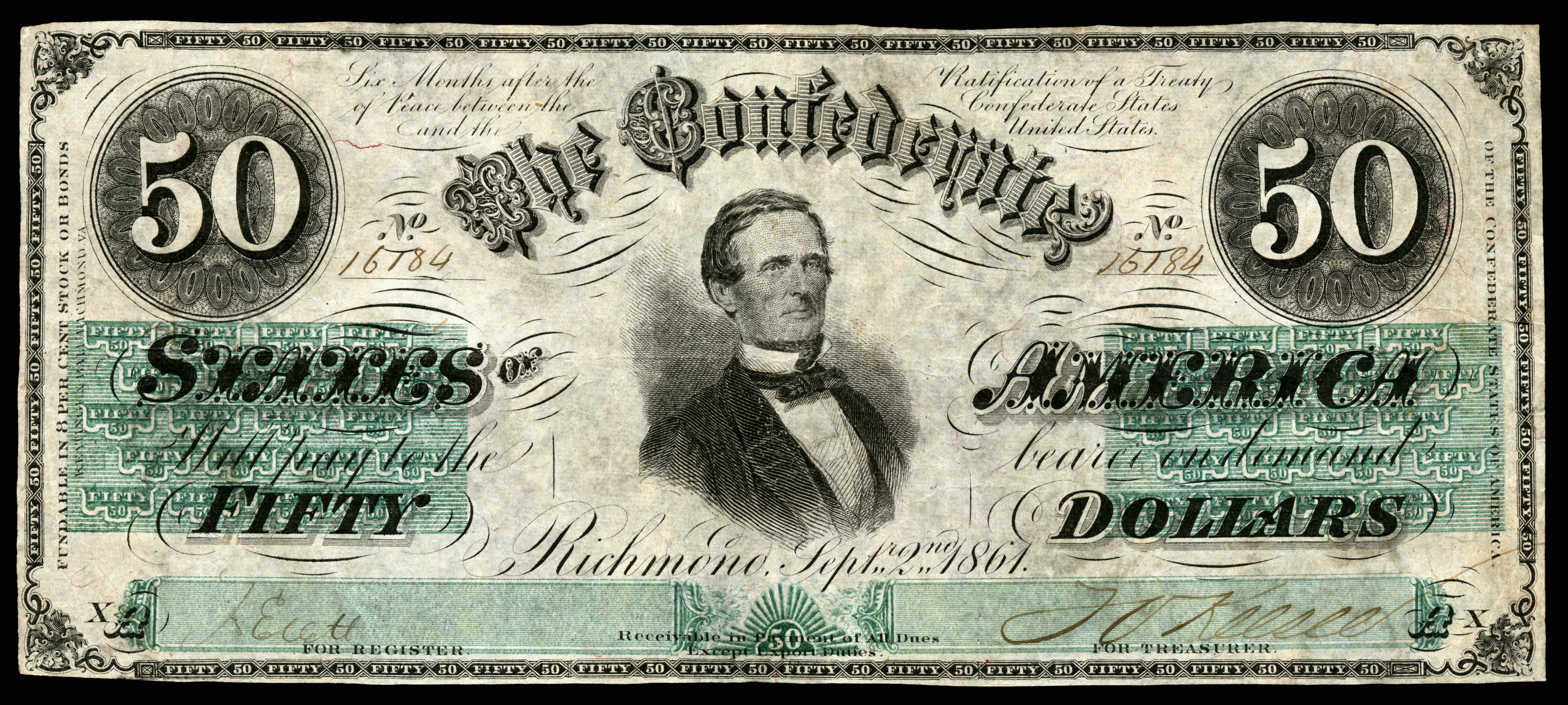
50 C$ Banknote (1862)

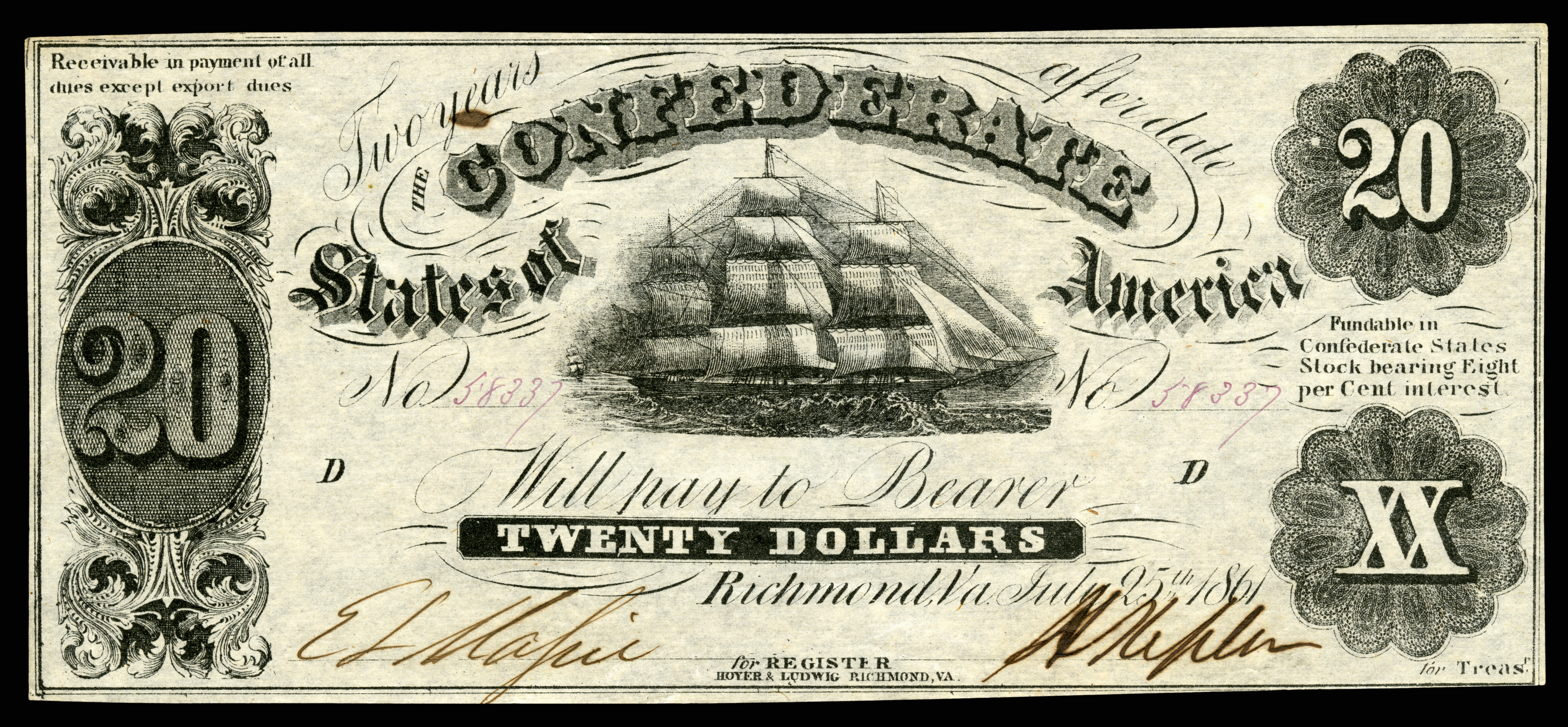
20 C$ Banknote (1861)

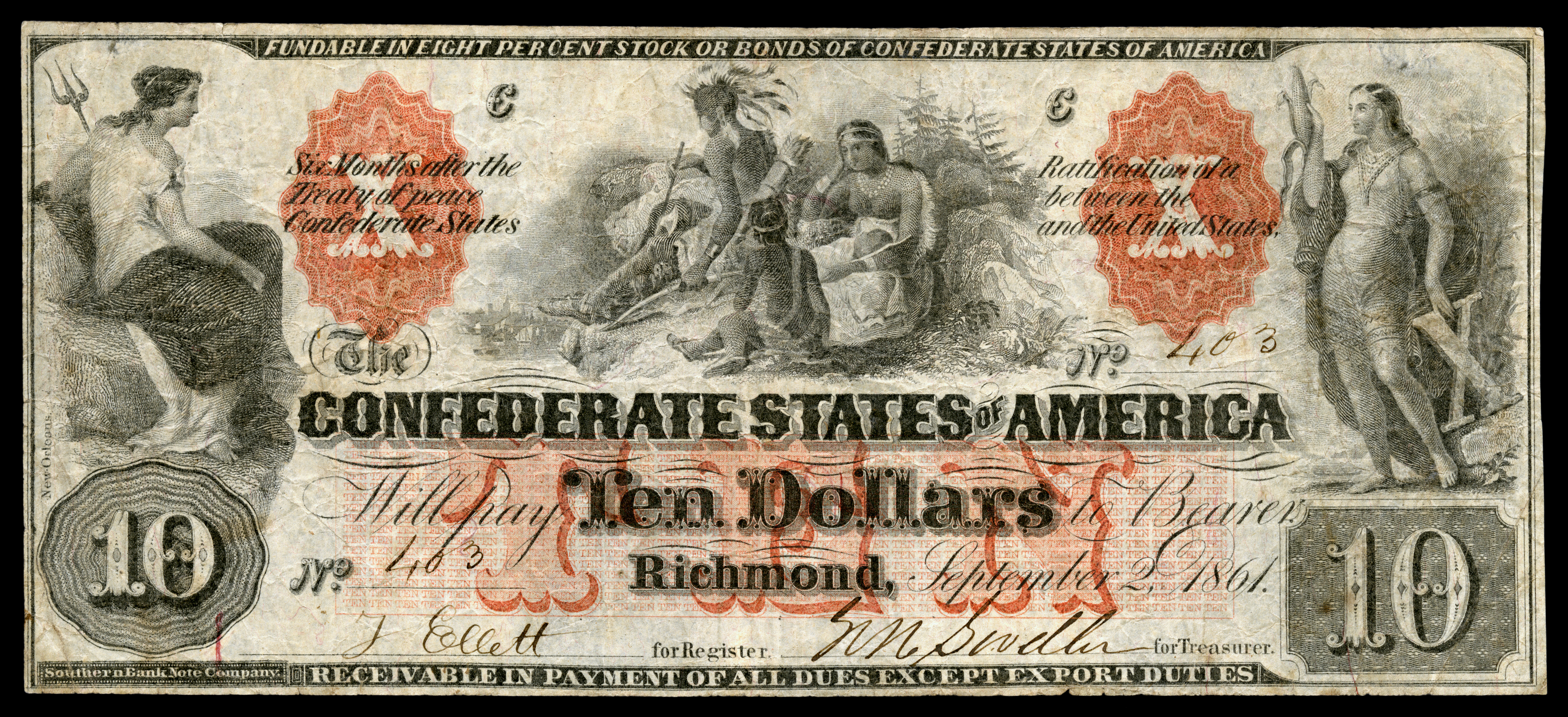
10 C$ Banknote (1861–1862)

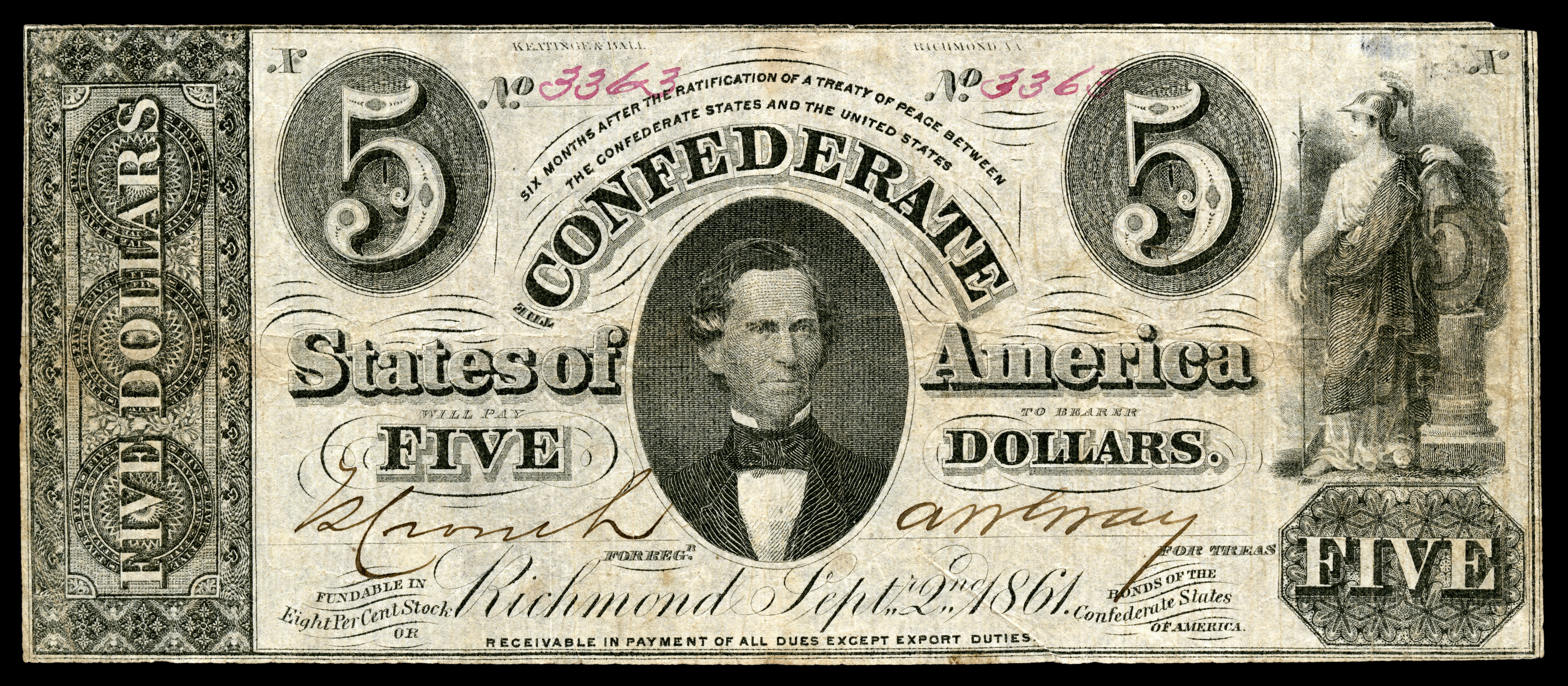
5 C$ Banknote (1862)

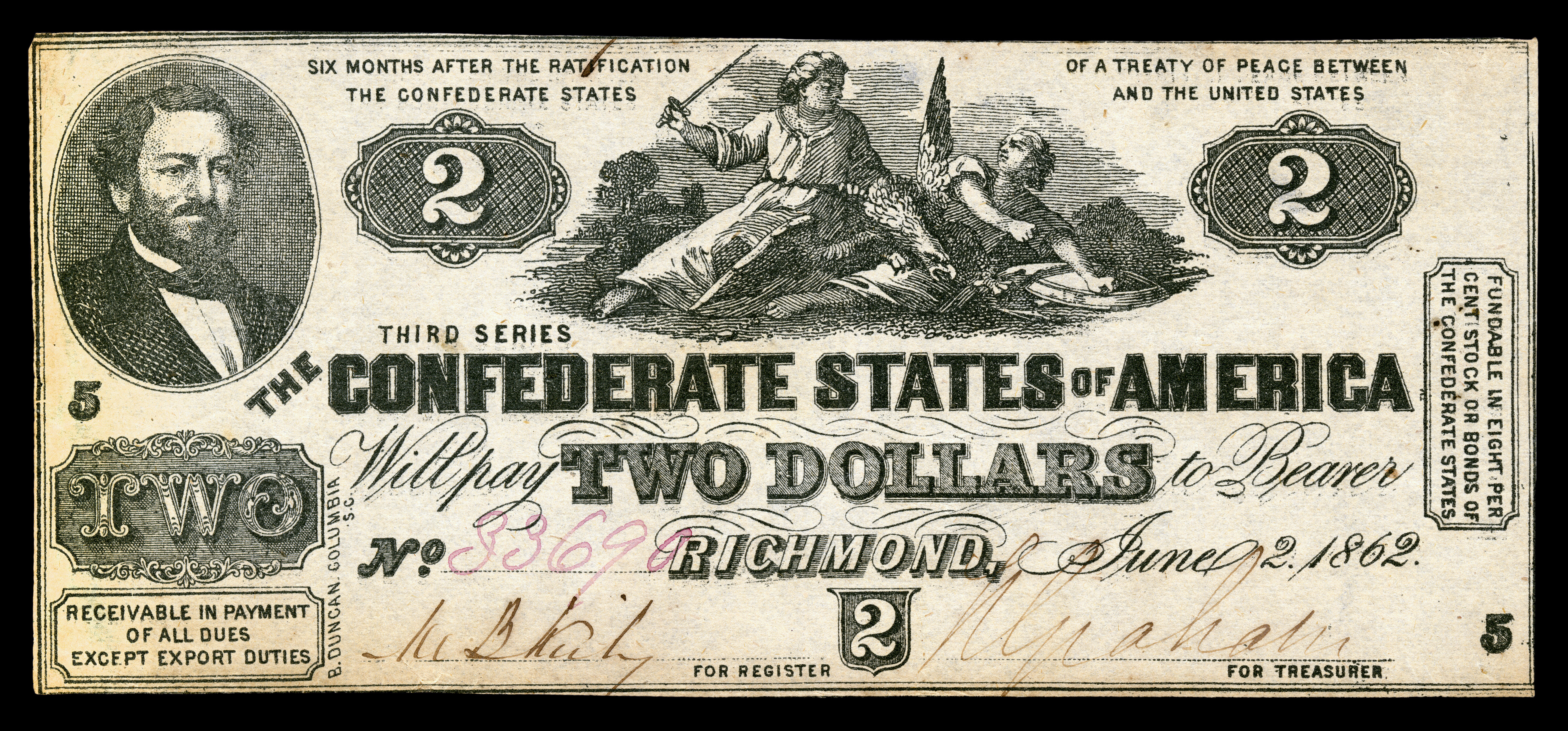
2 C$ Banknote (1862)

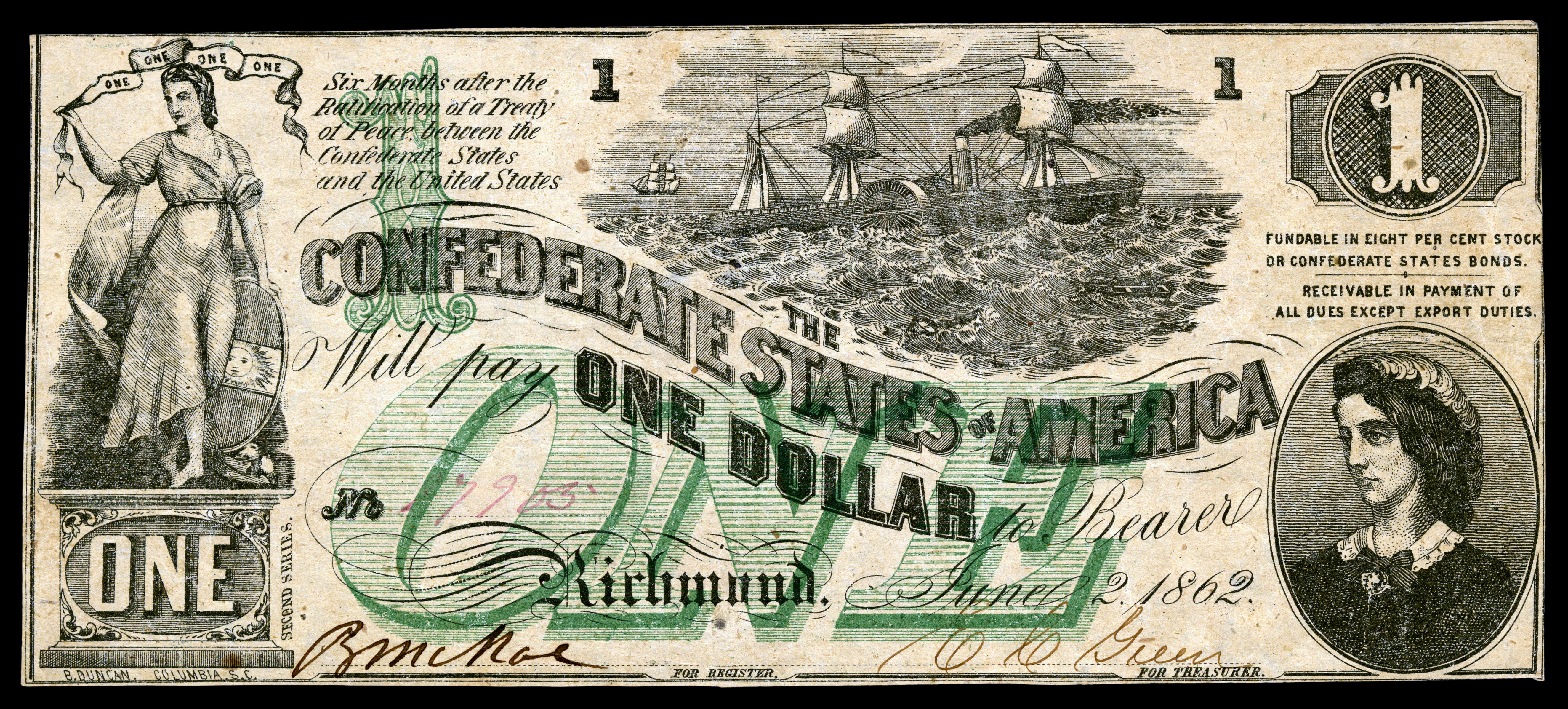
1 C$ Banknote (1862)

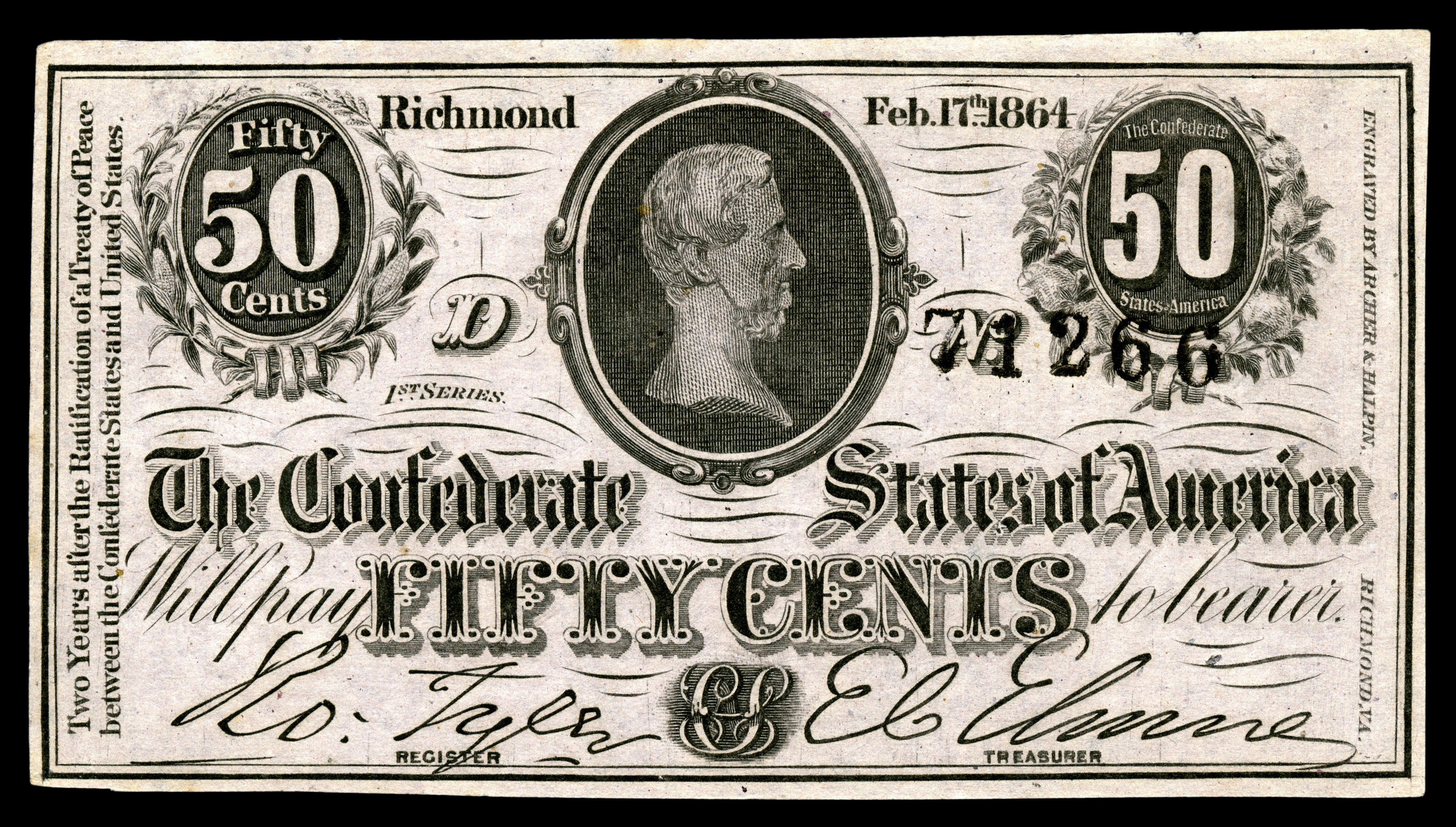
50 ¢ Banknote (1864)

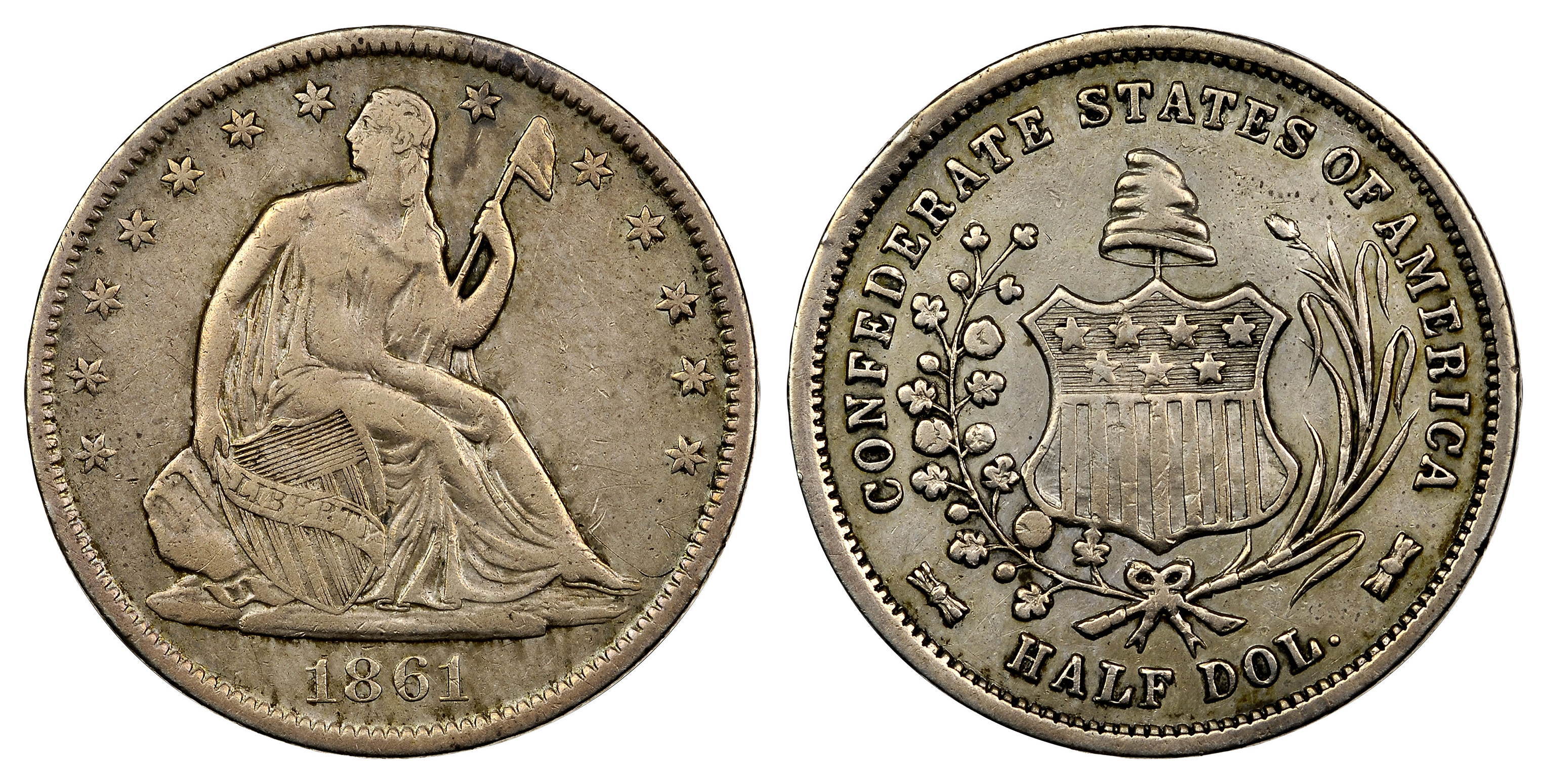
50 ¢ (Half Dollar) Münze (1861)

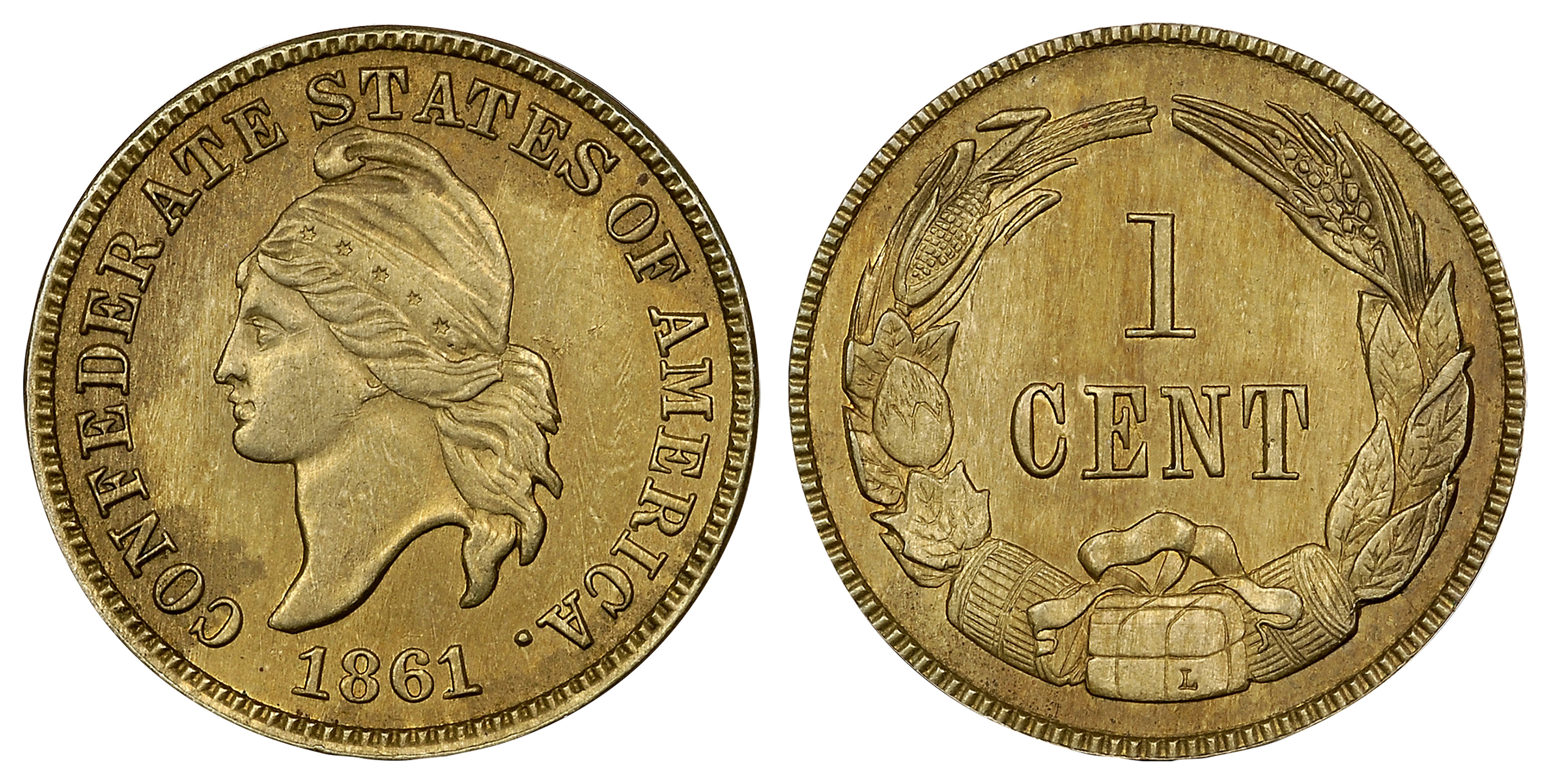
1 ¢ Münze (1861)

Der Confederate States of America Dollar, kurz CSD, war zwischen 1861 und 1865 die offizielle Währung der Konföderierten Staaten von Amerika (Confederate States of America, kurz CSA).
Dollar leitet sich von der niederdeutsch/niederländischen Münzbezeichnung Taler ab. Seine Südstaatenvariante (Civil War money) wurde im April 1861, zwei Monate nach Gründung der Konföderation, wenige Tage vor Ausbruch des Sezessionskriegs, in Umlauf gebracht und war die wichtigste Geldquelle zur Finanzierung des Bürgerkriegs gegen die Vereinigten Staaten von Amerika. Aufgrund der Farbgebung der Rückseiten der Banknoten wurde der CSD auch als „Grey- oder Blueback“ bezeichnet. Die Konföderierte Währung war nicht durch realle Sachwerte wie z. B. auf vorhandene Gold- und Silbermünzendepots gedeckt, stattdessen wurde den Besitzern der Noten versprochen, sie nach dem Abschluss eines Friedensvertrages zu entschädigen. Man hoffte deshalb auf einen nur kurzen Kampf mit den Unionsstaaten, und dass die Papiernoten ihren nominellen Wert bis dahin halten könnten.
Der unerwartet lange und verlustreiche Krieg, eine engmaschige Wirtschaftsblockade und die weit verbreitete Fälschung dieser Banknoten verursachte jedoch im gesamten Währungsraum einen massiven Preisanstieg, wodurch der CSD schon kurz nach seiner Einführung schnell seine Kaufkraft und das Vertrauen in der Bevölkerung einbüßte. Die Banknoten wurden zudem im Verhältnis zur tatsächlichen Wertschöpfung im Süden in viel größeren Beträgen ausgegeben als die der Union. Deswegen und auch in Folge der viel zu geringen wirtschaftlichen Leistungsfähigkeit der Südstaaten gegenüber den Nordstaaten konnte man den CSD in der kurzen Zeit seines Bestehens auch nicht als frei konvertierbares Zahlungsmittel  durchsetzen. Bis zum Ende des Krieges hatte man weitgehend ungedecktes Bargeld in der Höhe von über eine Milliarde CSA-Dollar in Umlauf gebracht. Die Grundlagen, auf welche sich diese Währung stützte, ist ein Lehrbeispiel dafür, wie hastig und unvorbereitet die Gründung der Konföderierten Staaten vonstattenging.

## Deckung
Die Konföderation begann ihre Existenz mit einer leeren Staatskasse. Um die erste Zeit zu überbrücken, lieh ihr der Staat Alabama 500.000 US-Dollar. Die konföderierten Behörden beschlagnahmten später mehrere Hunderttausend Dollar von ehemaligen Bundeszollämtern sowie fast 400.000 Dollar aus der Münzprägeanstalt in New Orleans. Trotz dieser ersten Geldbeschaffungsmaßnahmen war es offensichtlich, dass man eine langfristigere Finanzierungsmöglichkeit kreieren musste, die dem fragilen Staatenbund ein regelmäßiges Einkommen sichern würde. Die Regierung griff daher auf das Drucken von Geld und die Ausgabe von Anleihen zurück, ein Geldbeschaffungssystem, das weniger schmerzhaft, populärer und, so wurde argumentiert, logischer war als eine allgemeine Besteuerung. Viele der Verantwortlichen im Süden glaubten anfangs noch, dass der Krieg, falls er überhaupt stattfände, ohnehin nur von kurzer Dauer sein würde und dass ein viel zu aufwendiges System der Kriegsbesteuerung fast sofort nach seiner Einführung wieder abgeschafft werden müsste. Ein Gesetz vom 9. März 1861 sah daher vorerst die Ausgabe von Papiergeld im Wert von nicht mehr als einer Million Dollar in Stückelungen von mindestens 50 Dollar vor. Diesem Gesetz folgten bald weitere, die kleinere Stückelungen in astronomisch hohen Beträge vorsahen. Obwohl der im Umlauf befindliche Betrag zeitweise etwas reduziert wurde, da er für die Zahlung von Anleihen verwendet wurde. Dennoch konnte Finanzminister Memminger (gegen dessen ausdrückliche Empfehlung ungedecktes Geld gedruckt wurde) mehr als einmal vorbrachte, dass der im Umlauf befindliche Betrag den tatsächlichen Bedarf des Staates um das Fünffache überstieg. Die Währung des Südens stützte sich daher nicht auf Edelmetalldepots, wie z. B. die in einer Zentralbank gelagerten Goldreserven eines Staates. D.h. keine dieser Papiernoten konnte auf Wunsch bei den dafür zuständigen Institutionen in Gold, Silber oder andere Sachwerte eingelöst werden – wie es im 19. Jahrhundert noch vielerorts üblich war. Auf den Banknoten stand nur die folgende Garantieerklärung zu lesen:

„Sechs Monate nach der Ratifizierung eines Friedensvertrags zwischen den Konföderierten Staaten und den Vereinigten Staaten von Amerika werden die Konföderierten Staaten von Amerika (den angegebenen Wert) auf Verlangen an diejenige Person ausbezahlen, die diese Note besitzt.“

Die Mitgliedstaaten druckten ebenfalls massenhaft ungedecktes Papiergeld, die einzigen Ausnahmen hierbei waren Mississippi, wo 1862 eine Serie von Banknoten ausgegeben wurden, die mit eingelagerten Baumwollballen einer Pflanzerkooperative, und Florida, wo sie (theoretisch) durch im Staatsbesitz befindliches Land abgesichert waren. Die Banknoten von Privatunternehmen konnten auch gegen Waren und Dienstleistungen eingelöst werden, wenn staatliche oder sogar kommunale Banknoten als Wechselgeld nicht verfügbar waren.
Bei diesem Zahlungsmittel handelte es sich um Kreditgeld, verbunden mit den Absichtserklärungen der Emittenten, dem Inhaber der Noten den Nennwert in Edelmetallen (oder anderen Sachwerten), zuzüglich Zinsen (zwei Cent pro Tag), auszuzahlen. Vorausgesetzt, dass der Süden den Krieg bis dahin siegreich beendet, oder wenigstens einen für ihn vorteilhaften Frieden ausgehandelt hatte. Später dehnte man die versprochene Auszahlungsfrist der Schuldverschreibungen sogar auf bis zwei Jahre nach Abschluss eines Friedensvertrags aus. Einige Wirtschaftshistoriker sind heute der Meinung, dass der CSD durchaus einen gewissen Wert hätte halten können (zumindest für einen längeren Zeitraum), wenn er durch Handelsgüter die im Süden noch reichlich vorhanden waren, wie Baumwolle oder Tabak, gestützt worden wäre. Im Gegensatz dazu blieb der US-Dollar den ganzen Krieg über relativ stabil.

## Emissionen
Generell besaß das US-Finanzministerium in Washington die alleinige Befugnis, Geld innerhalb der Vereinigten Staaten auszugeben. Den Bundesstaaten war es nicht gestattet, eigenmächtig Papiergeld zu drucken, Münzen zu prägen oder Anleihen aufzulegen. Sie umgingen diese Beschränkung, indem sie einfach Privatbanken gründeten, die dann das benötigte Papiergeld in ihrem Auftrag druckte. Als ihre Zahl immer weiter zunahm, stieg auch die Menge und Vielfalt der Noten. Um 1800 existierten in den Vereinigten Staaten 29 dieser Banken; 16 Jahre später war die Zahl schon auf 250 gestiegen. In den 1850er Jahren waren in den USA mehr als 10.000 verschiedene Serien von Banknoten im Umlauf. Im Gegensatz zur Konföderation gab die Union erst ab 1862 ihr offizielles Papiergeld heraus. Die „Legal Tender Note“ wurde auch als Reaktion auf den Ausbruch des Krieges eingeführt, da im Zuge dessen eine höhere Nachfrage nach (auch kriegswichtigen) Edelmetallen entstand, und diese nicht in der Mehrzahl für die Münzprägung aufgewendet werden sollte. Die Papiernoten ermöglichte es jeden Bürger auch eine größere Geldmenge mit sich zu führen, ohne vom Gewicht des Hartgelds belastet zu werden.
Die Menschen im Süden nahmen das neue Papiergeld als Zahlungsmittel bereitwillig an. Zudem musste Richmond dafür keine unpopulären Steuern erheben. Die Konföderation gab jedoch keine eigenen Münzen in größeren Mengen aus, hauptsächlich wurden auf ihrem Gebiet (für kurze Zeit) noch US-Münzen geprägt, mit Ausnahme einer Handvoll Cent Stücke als Probe- und Ansichtsexemplare. Das einzige, ab März 1863 ausgegebene, Kleingeld waren 50 Cent-Scheine. Der Zahlungsverkehr sollte auch nur mit dem neuen Papiergeld abgewickelt werden, der Staat Louisiana mobilisierte in diesem Sinne seine Banken zur Unterstützung der Kriegsanstrengungen. Gouverneur Thomas Overton Moore erließ im November 1861 eine Anweisung den Zahlungsverkehr mit Münzgeld (specie payment) auszusetzen und hierzu ausschließlich auf das Papiergeld zurückzugreifen.
Die ersten CSD-Banknoten, bekannt als „Montgomery Issue“, nach der provisorischen Hauptstadt der Konföderation, wurden noch in New York gedruckt und durch die Unionslinien nach Alabama geschmuggelt. Nachfolgende Serien wurden in New Orleans, Richmond und Columbia aufgelegt. Die Banknoten wurden nicht von einer zentralen Behörde, wie dem Schatzamt der Konföderation, ausgegeben, sondern mit Billigung der Zentralregierung von dafür ausgewählten privaten Unternehmen gedruckt und in Umlauf gebracht. Beispielsweise wurde die 500-Dollar-Serie von 1864 von Keatinge & Ball in Columbia, South Carolina, aufgelegt. Die Druckerei brachte auch die nötige Erfahrung in der Papierhandhabung und -produktion mit ein. Die Gestaltung der CSD-Noten war daher unterschiedlich, da sie auch von den Regierungen der einzelnen Bundesstaaten, Bezirksregierungen und Stadtverwaltungen, von Banken, Händlern, oder sogar von Versicherungsunternehmen in Auftrag gegeben werden durften (siehe auch Privatnotenbank). Vierzig der achtundvierzig Verwaltungsbezirke (Parish) in Louisiana druckten während des Bürgerkriegs ihr eigenes Papiergeld, aber auch die Städte in der übrigen Konföderation befriedigten die Nachfrage nach der neuen Währung bevorzugt mit der Druckmaschine und trugen so noch zusätzlich zum monetären Chaos im Süden bei. Die Mehrzahl der Banknoten wurden aber von den Mitgliedsstaaten gedruckt. All dies verursachte auch Probleme bei den Geldtransfers zwischen den Einzelstaaten.

### Münzen
1861 existierten in den Vereinigten Staaten fünf Münzprägestätten (Mints). Zwei von ihnen, die Hauptprägestätte in Philadelphia (Pennsylvania) und eine weitere in San Francisco (Kalifornien), befanden sich auf dem Territorium der Unionsstaaten, während die drei übrigen Prägeanstalten in Charlotte (North Carolina), Dahlonega (Georgia) und New Orleans (Louisiana) an die Konföderierten Staaten fielen. Von diesen dreien war die von New Orleans die größte, während die anderen beiden kleinere Betriebe waren, ursprünglich gegründet, um die Goldfunde aus diesen Gebieten zu verarbeiten. Am 31. Januar 1861 wurde die New Orleans Mint vom Staat Louisiana beschlagnahmt, der sie im folgenden Monat an die Konföderation übergab. Die Staatsregierung setzte die Produktion fort und verwendete dafür weiter die alten US-Prägestempel. Das konföderierte Finanzministerium unter Christopher Memminger ließ dort etwa 963.000 Stück 50¢ Münzen schlagen. Die Münzen aus dieser Serie enthielten auch noch die Menge an Silber, die ihrem tatsächlichen Nennwert entsprachen.
Die Konföderierten Staaten wollten aber, um die Unabhängigkeit der neuen Nation unter Beweis zu stellen, ihre eigenen Münzen ausgeben und nicht nur die US-Münzen kopieren. Der CSD war nach dem Dezimalsystem in 100 Cents unterteilt. Geplant war zunächst die Ausgabe von Münzen im Wert von 1 und 50 ¢ (Cent). Man beauftragte noch vor Ausbruch des Krieges eine private Prägestätte in Philadelphia eine 1¢ Münze (auch als Penny bezeichnet) für die Konföderation zu entwerfen. Der dortige Münzmeister Robert Lovett Jr. schlug daraufhin zwölf Probeexemplare auf eine Kupfernickellegierung, der damalige Bundesstandard. Auf der Vorderseite war der Kopf der Columbia abgebildet (bedeckt mit einer französischen Jakobinermütze). Der Bürgerkrieg hatte in der Zwischenzeit begonnen und die Herstellung von weiteren Münzen für die Konföderierten wurde Lovett zu gefährlich, daher vergrub er Münzen und Stempel in seinem Keller und schwieg darüber. Die Originalstempel wurden später verkauft und für Nachprägungen verwendet, 1962 gingen sie in den Besitz der Smithsonian Institution über.
Anfang des Jahres von 1861 ordnete CSA-Finanzminister Memminger an, Entwürfe für einen halben Dollar anzufertigen. In New Orleans wurden daraufhin eine Handvoll 1 ¢-Münzen und 50 ¢-Münzen geschlagen. Da das Abbild der Union Seated Liberty (nach dem Entwurf von James B. Longacre) auf dem US-Halbdollar auch den damals im Süden (bezüglich Frauen) vorherrschenden Schönheitsideal entsprach, entschied man sich, es auch für die konföderierte Münze zu verwenden. Für die Vorderseite (Avers) musste deswegen kein neuer Stempel angefertigt werden. Die Herstellung des Prägestempels war bei der Münzproduktion der schwierigste und technisch herausforderndste Teil. Für die Rückseite (Revers) musste jedoch ein neuer erstellt werden. Er wurde von einem Druckplattenstecher, A.H.M. Peterson, entworfen (der jedoch mit den zum Gravieren solcher Stempel erforderlichen Techniken keine Erfahrung hatte) und zeigte das Wappenschild der Konföderation. Die Rückseite wurde mit dem von Peterson angefertigten Provisorium hergestellt, der Rand wurde dann einfach abgeschliffen und mit dem Schriftzug Confederate States of America überprägt. Vier konföderierte halbe Dollar wurden zur Vorlage als Ansichtsexemplare geprägt. Der Fall der Stadt an die Unionsarmee im Frühjahr 1862 beendete die kurzlebige konföderierte Münzproduktion in New Orleans, auch anderswo wurden keine weiteren dieser Münzen mehr hergestellt.
Im Zuge der Sezession beschlagnahmte die Konföderation die Gold- und Silberbestände der seit 1835 im Süden bestehenden US-Münzanstalten. Am 9. März 1861 verabschiedete man im Kongress sogar noch ein Gesetz, das die drei Prägestätten offiziell ermächtigte, Münzen für die Konföderation zu schlagen. Eine gleichzeitig durchgeführte Kosten/Nutzen-Analyse ergab jedoch, dass sie wohl nie genügend Einnahmen erzielen würden, um sich selbst zu finanzieren. Am 14. März 1861 beschloss man daher die Münzen in Charlotte und Dahlonega mit Wirkung vom 1. Juni 1861 zu schließen, da die Prägekosten ihren praktischen Nutzen bei weitem überwogen. Die dadurch frei gewordenen Edelmetallbestände wurden stattdessen zur Bezahlung für Rüstungsgüter aus Europa verwendet. Die europäischen Staaten waren ein wichtiger Absatzmarkt für Waren aus dem Süden, aber die Seeblockade der Union gegen die Häfen der Ostküste erwies sich als sehr effizient. Viele der Blockadebrecher wurden von der Unionsmarine aufgebracht. Diejenigen Kapitäne die durchkamen wollten für ihre Ladung in Gold entlohnt werden, wodurch die Goldreserven der Konföderation bald aufgezehrt waren. Da es unmöglich war, an weiteres Gold zu kommen, bezahlte man sie zuletzt mit Baumwollballen, die auch in den Nordstaaten ihre Abnehmer fanden. Der Staat Louisiana und die Konföderation prägten in New Orleans zunächst auch noch US-Goldmünzen (sog. Double Eagle = 20 USD), 9.750 unter der Regie von Louisiana und 2991 Stück von der Konföderation. Bevor die Metallagerbestände zur Neige gingen, schlug man noch etwa 10.000 US-Dollar-Münzen im Wert von 1 und 5 $ in Charlotte und Dahlonega. Während des Krieges gab es zwar Diskussionen über die Herstellung konföderierter Goldmünzen, aber es wurden dafür nie Entwürfe oder Probemünzen hergestellt. Auch hier ließen die viel die zu geringen Goldreserven eine spätere Massenproduktion solcher Münzen ohnehin nicht zu, am 30. April 1861 schloss Memminger daher die New Orleans Mint.

### Banknoten
Die Banknoten wurden in Stückelungen im Wert von 1, 2, 5, 10, 20, 50, 100, 500 und 1000 C$ ausgestellt. Bekannt sind bis zu zweiundsiebzig Variationen in sieben Ausgabeserien mit einem Gesamtwert von mehr als 1,7 Milliarden Dollar, eine exorbitant hohe Summe für diese Zeit. Man bezeichnete sie wegen ihres Erscheinungsbildes als „Greyback“- oder „Blueback“, auch um die Noten vom damals ebenfalls neu aufgekommenen „Greenback“-Papiergeld der Unionsstaaten zu unterscheiden. Sie wurden in verschiedenen Größen gedruckt, vom kleinen 50 Cent bis hin zu den großformatigen „horse blanket“-Scheinen. und trugen Darstellungen (Vignetten) der CSA-Grundwerte und ihrer Infrastruktur. Einige waren mit mythologischen Figuren (meistens die griechische Fruchtbarkeits- und Freiheitsgöttin), mit bedeutenden historischen Persönlichkeiten des Südens wie z. B. die der Präsidenten George Washington, Andrew Jackson und Jefferson Davis und repräsentativen Gebäuden dekoriert. Eine 1 C$ Note zeigte das Porträt des Politikers Clement Claiborne Clay, der auch als Agent für das Kriegsministerium der Konföderierten gearbeitet haben soll. Daneben wurden dem Betrachter auch allegorische Bilder, die den innigen Wunsch aller Südstaatler nach Freiheit und Unabhängigkeit ausdrücken sollten, präsentiert. Andere wiederum zeigten die wirtschaftlichen Grundlagen und Infrastruktur des Südens, wie versklavte Afroamerikaner bei der Feldarbeit sowie Baumwollballen, Schiffe und Eisenbahnzüge. Im Gegensatz zu Politikern und Amtsträgern wurden – mit Ausnahme von General Thomas Jonathan Jackson – keine der anderen bedeutenden konföderierten Militärführer auf den CSD-Banknoten abgebildet.
Die Emissionen unterschieden sich nicht nur in ihrem Design, sondern auch in der Art und Qualität des Papiers, auf dem sie gedruckt wurden, hervorgerufen durch Versorgungsengpässe aufgrund des Wirtschaftsembargos der Union. Die qualitativ hochwertigste, die 1000-Dollar-Note, wurde 1861 in Montgomery (Alabama) ausgegeben. Gedruckt wurden sie von der National Bank Note Company of New York, die Banknoten für die Konföderierten im Wert von einer Million Dollar produzierte. Diese wurden auf hochwertigem Leinenpapier mit eingearbeiteten roten Seidenfasern gedruckt. Sie zeigten den Politiker John C. Calhoun auf der linken Seite und den siebten Präsidenten der Vereinigten Staaten, Andrew Jackson, auf der rechten Seite, die Grundfarben waren schwarz und grün auf weißem Grund. Alle wurden von Alex B. Clitherall, als Buchhalter und Edward Elmore, als Schatzmeister nummeriert und handsigniert. Nur 607 Stück dieser Noten wurden gedruckt, sie sind heute sehr seltene Sammlerstücke.
Ein Großteil des Papiergeldes wurde mittels eines Flachdruckverfahren (Lithografie) produziert, bei der eine Kupferplatte mit dem gewünschten Design als Vorlage erstellt und dann auf einen Lithografiestein übertragen wurde, wonach der Druck beginnen konnte. Gedruckt wurde hauptsächlich in Columbia (South Carolina), danach wurden die Papierbögen nach Richmond (Virginia) verschifft. Dort wurden sie geschnitten, signiert, nummeriert und in Umlauf gebracht. Die Druckplatten für die erste 5, 10, 20, 50, 100 und 500 Dollar Serie wurden in England, von der Straker & Sons Company in London hergestellt, aber schon bei ihrer Überführung per Schiff von der Unionsmarine abgefangen und beschlagnahmt. Sie befinden sich heute im Besitz der Smithsonian Institution in Washington D.C. In Charleston arbeiteten größtenteils abenteuerlustige junge Engländer als Lithografen, von denen einige im Mai 1862 von einem Mr. Evans, einem Agenten der Konföderation, in London angeworben wurden. Die meisten Banknoten waren aber generell nur von bescheidener Druckqualität, da man neben geeigneten Trägermaterial auch nicht ausreichend qualifiziertere Graveure zur Verfügung hatte, die in der Lage gewesen wären, höherwertige Druckplatten im eigenen Land herzustellen. Aufgrund verschiedener Druckmethoden variierten die CSD-Noten in der Regel von Druckserie zu Druckserie und auch von Staat zu Staat. Es war auch nicht ungewöhnlich, dass Banknoten nur einseitig bedruckt wurden.
Fast jede musste zudem von Hand signiert und nummeriert werden. Die ersten sechs Banknoten einer neuen Serie wurden vom Sekretär und vom Secretary of the Treasury mit Eisengallustinte persönlich unterzeichnet. Den Rest unterschrieben Frauen „mit Genehmigung“ oder „im Auftrag“, für jede Serie wurden bis zu 200 von ihnen für diese Tätigkeit eingestellt. Einige Emittenten verwendeten auch Stempel zur Nummerierung, aber zumindest sollte die Note die eigenhändige Unterschrift des zuständigen Schatzmeisters tragen. Nicht signiert wurden die 50-Cent-Noten, auf ihnen waren die Unterschriften der dafür Verantwortlichen aufgedruckt. Der Historiker Richard Doty (Smithsonian Institut) hat zudem Beweise für Maßnahmen gefunden, die die Besitzer ergriffen haben, um ihre beschädigten Banknoten weiterverwenden zu können. Bilder, Briefmarken, Zeitungspapier und sogar Schnipsel von Liebesbriefen wurden verwendet, um zerrissene Noten wieder zusammenzuflicken.

## Falschgeld
Zur Zeit des Bürgerkriegs florierte das Fälscher-Gewerbe in Nordamerika bereits seit mehr als einem Jahrhundert. Das Fehlen einer starken Zentralregierung, ein weitgehend ungeregeltes Wirtschaftssystem und der unbändige Unternehmergeist der US-Bürger trug dazu bei, dass das Land seit der britischen Kolonialzeit zu einem Paradies für Fälscher geworden war. Der rasch wachsende Finanzsektor und die schwindelerregende Vielfalt der amerikanischen Papierwährung kam ihnen besonders zugute, da zu viele Serien von Papiergeld im Umlauf war, mit denen der Durchschnittsamerikaner nicht vollständig vertraut sein konnte. Es war daher relativ risikolos seine Blüten an den Mann zu bringen. Die Produktion von Falschgeld entwickelte sich sehr bald auch zu einem der größten Finanzprobleme im abtrünnigen Süden. Die Regierung der Konföderation war nicht in der Lage, Fälschungen zu verhindern oder zumindest einzudämmen, da ihr die Ressourcen und die Ausrüstung fehlten, um qualitativ hochwertiges Papiergeld zu produzieren.
Die „offiziellen“ Noten wurden zuerst auf die Papierbögen gedruckt und dann von Hand mit einer Schere voneinander getrennt. Es ist daher nicht ungewöhnlich, dass viele ungleichmäßige Ränder hatten, da es wichtiger war, sie rasch in Umlauf zu bringen, als darauf zu achten, dass jede Banknote sorgfältig zugeschnitten wurde. Sauber zugeschnittene Exemplare deuteten oft darauf hin, dass es sich bei diesen Banknoten in Wirklichkeit um Blüten handelte. Besonders der Norden ließ im Zuge seines Wirtschaftskrieges im großen Stil CSD-Banknoten drucken. Man überschwemmte damit das Gebiet der Konföderation und trug so zum schleichenden Zusammenbruch der Währung bei. Es wurde im Süden meist ohne Probleme akzeptiert und hauptsächlich von den dort eingesetzten Unionssoldaten unter die Leute gebracht. Die Drucktechniken im Süden waren qualitativ bescheiden, als Fälschungen wurden in einigen Fällen nur deshalb als solche erkannt, da sie viel zu gut gelungen waren. Der Ausbruch des Bürgerkriegs ermöglichte zudem das Südstaatengeld zu fälschen ohne gegen das Gesetz zu verstoßen, da die Lincoln-Administration die Legitimität der Konföderation nie anerkennt hatte. Das Problem nahm schließlich solche Ausmaße an, dass der Konföderiertenkongress den Verantwortlichen mit der Todesstrafe drohte.

### Mangelnde Kontrollmaßnahmen
Eine Form der Nachlässigkeit, die dem Staat ebenfalls eine Menge Geld kosten sollte, war der sorglose Umgang mit den druckfrischen, bzw. noch nicht abgezeichneten Banknoten. Ein besonders dreister Fall ereignete sich in einer Druckerei in Colombia. Die dortigen Mitarbeiter wurden für gewöhnlich von niemanden kontrolliert, wenn sie mit frischen Banknoten in beliebiger Menge während ihrer Arbeitszeit die Werkstatt verließen. Einer der Männer entwendete jahrelang (täglich) fünf oder zehn Bögen mit 10, 20 oder 50-Dollar-Scheinen, die er danach eigenhändig nummerierte und unterzeichnete. Auf den Banknoten befanden sich generell schon so viele verschiedene Unterschriften (siehe oben), sodass es überhaupt nicht auffiel, wenn sie von einer nicht dazu autorisierten Person signiert wurde. Bis man ihm endlich auf die Schliche kam (1865), hatte er bis dahin auf diese Weise schon Scheine im Wert von 200.000 CSD unterschlagen. Eine Jury verurteilte ihm zum Tod durch Erschießen, das Urteil konnte aber nicht mehr vollstreckt werden, da sich schon Shermans Unionsarmee der Stadt näherte. Danach überwachten eigens dafür engagierte Detectives die Druckereiarbeiter und es wurde über die Anzahl und Verteilung der frisch gedruckten Noten streng Buch geführt. Von der Signierung und Nummerierung per Hand erhoffte man sich anfangs, dass dies Fälschungen erschweren würde. Bis 1864 ging man zu gedruckten Unterschriften und gestempelten Seriennummern über.

### Sam Upham
Der berüchtigste Geldfälscher während der Zeit des Bürgerkrieges war Samuel Curtis Upham („Honest Sam Upham“), ein einfacher Ladenbesitzer der stapelweise mit gefälschtem Südstaatengeld handelte. Er betrieb in Philadelphia ein kleines Geschäft, wo er Schreibwaren und Toilettenartikel anbot. Seine Fälscherkarriere begann 1862, als in einer Ausgabe der Zeitung "Philadelphia Inquirer" eine 5C$-Note abgebildet wurde. Upham überredete den Verleger William W. Harding, ihm die Druckplatte der Note zu verkaufen und ließ damit 3.000 Exemplare auf französisches Briefpapier drucken. Anschließend vertrieb er die „Rebell-Notes“ für einen Cent pro Stück. Am unteren Rand war sein „Souvenir-Money“ mit einem Warnhinweis in Kleinschrift versehen, womit die Behörden im Norden keine rechtlichen Handhabe gegen ihn hatte. Findige Rohstoffschmuggler schnitten diesen aber einfach ab und verwendeten es u. a. dazu, um damit im Süden, illegal, große Mengen an Baumwolle aufzukaufen. Upham platzierte später auch Verkaufsanzeigen für seine  “perfect facsimiles” in den Zeitungen der großen Städte und erhielt daraufhin regelrechte Großaufträge für seine Repliken. Im April 1862 tauchten sie auch in Richmond auf und erregten die Aufmerksamkeit der dortigen Behörden. Das Confederate Treasury Department gab alle bekannten Informationen über Uphams Aktivitäten an die größte Zeitung in Richmond, den "Daily Dispatch", weiter, der seine Empörung darüber in einem eigenen Artikel („Yankee rascality“) Ausdruck verlieh. Der konföderierte Finanzminister Memminger bemerkte im Juni 1862 vor dem Repräsentantenhaus folgendes über den „Yankee-Schurken“:
„Offenbar existieren organisierte Pläne, um Fälschungen durch Gefangene und Verräter einzuführen, und es wurden Anzeigen gefunden, die besagen, dass die gefälschten Banknoten in beliebiger Menge per Post von der Chestnut Street, Sam Uphams Adresse in Philadelphia, auf Bestellung eines Käufers nachgereicht werden.“
Nachdem Regierungsbeamte Upham diskret aufgefordert hatten, seine diesbezüglichen Aktivitäten einzustellen, was er als aufrechter Patriot (der er beteuerte zu sein) strikt ablehnte, wurde er der Fälschung von Unionsgeld bezichtigt. US-Kriegsminister Edwin Stanton griff daraufhin persönlich ein, um den Fall niederzuschlagen. Die konföderierte Regierung setzte daher auf Upham ein Kopfgeld in der Höhe von 10.000 US-Dollar aus. Trotzdem konnte er (und auch andere Kriegsprofiteure seiner Coleur) von den Behörden im Süden nie gefasst werden, man vermutet, dass ihn die Lincoln-Administration, diskret, durch ihre Agenten bewachen ließ.  Der Südstaaten-Senator Henry S. Foote bemerkte 1862 in einer Rede vor dem Konföderiertenenkongress in Richmond:
„...er (Upham) hätte der Konföderation mehr geschadet als General McClellan und seine Armee...“
Während des Krieges brachte Upham qualitativ hochwertige Blüten im Wert von fast 15 Millionen Dollar in Umlauf und hatte im Gegenzug damit über 50.000 Dollar verdient. Doch je mehr Fälschungen Upham verkaufte, desto mehr sanken die Banknoten der Konföderierten in ihrem Wert, was die Nachfrage nach seinem Produkt drückte und seinen Handel mit ihr unweigerlich in Mitleidenschaft zog. Sein wirtschaftlicher Erfolg war somit auch an den der Konföderation gebunden, eine paradoxe Situation für den Patrioten aus dem Norden.

## Wirtschaftliche Entwicklung und Geldpolitik zwischen 1861 und 1865

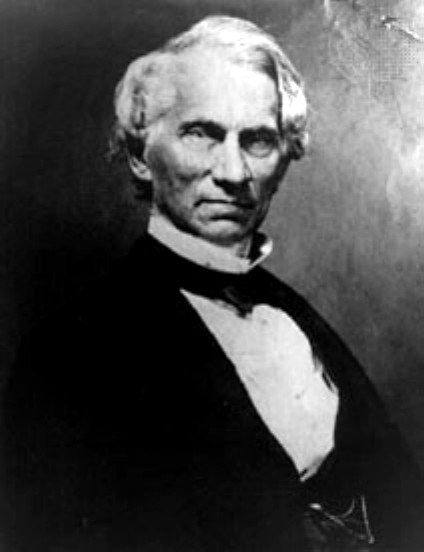
Christopher Gustavus Memminger, CSA-Secretary of the Treasury 1861–1864

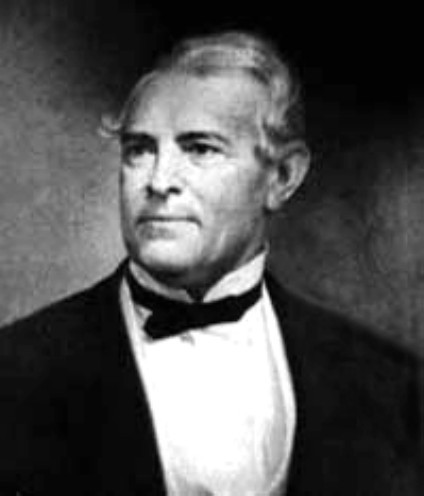
George Trenholm, CSA-Secretary of the Treasury 1864–1865

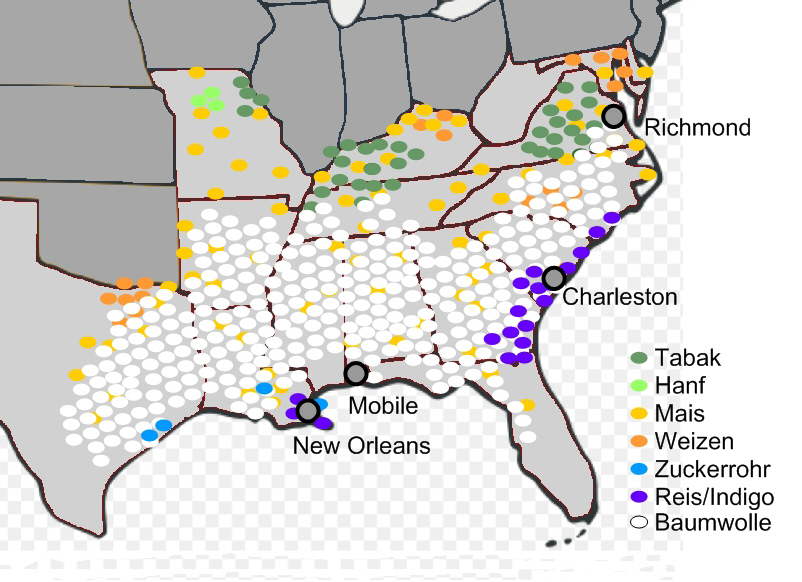
Anbaugebiete für die wichtigsten Agrarprodukte in den Südstaaten um 1860

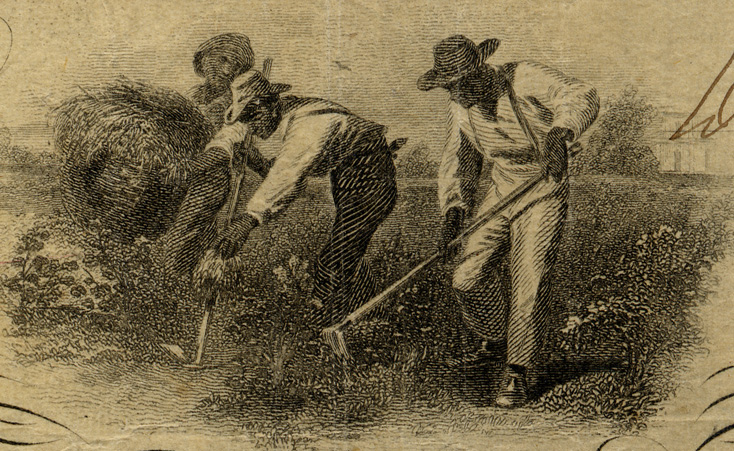
Schwarze Sklaven bei der Feldarbeit, Abbildung auf einer 100 C$ Banknote.

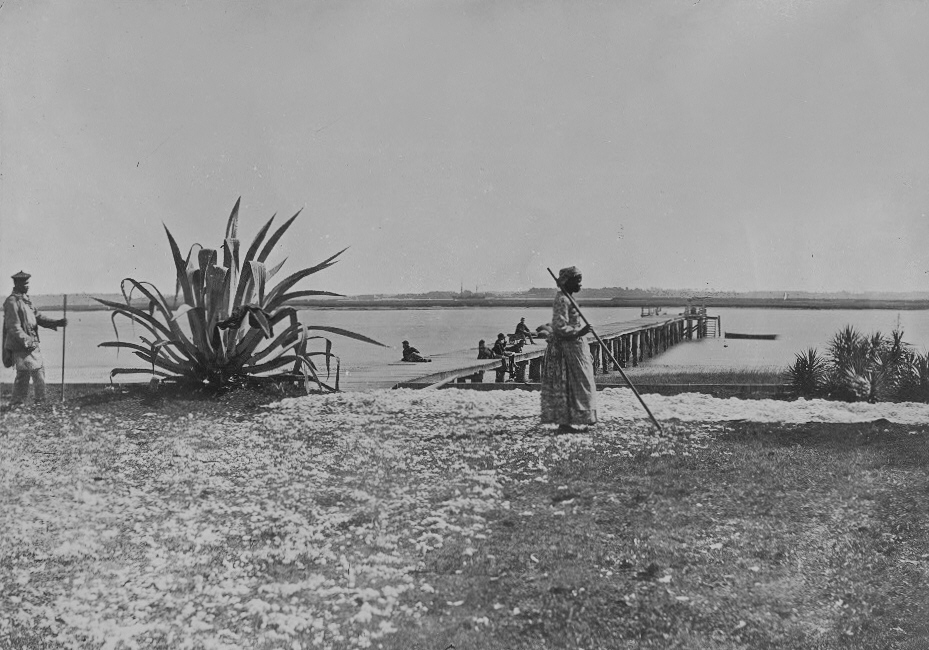
Afroamerikanische Sklaven beim Trocknen von Baumwolle (Edisto Island, South Carolina, ca. 1862/63)

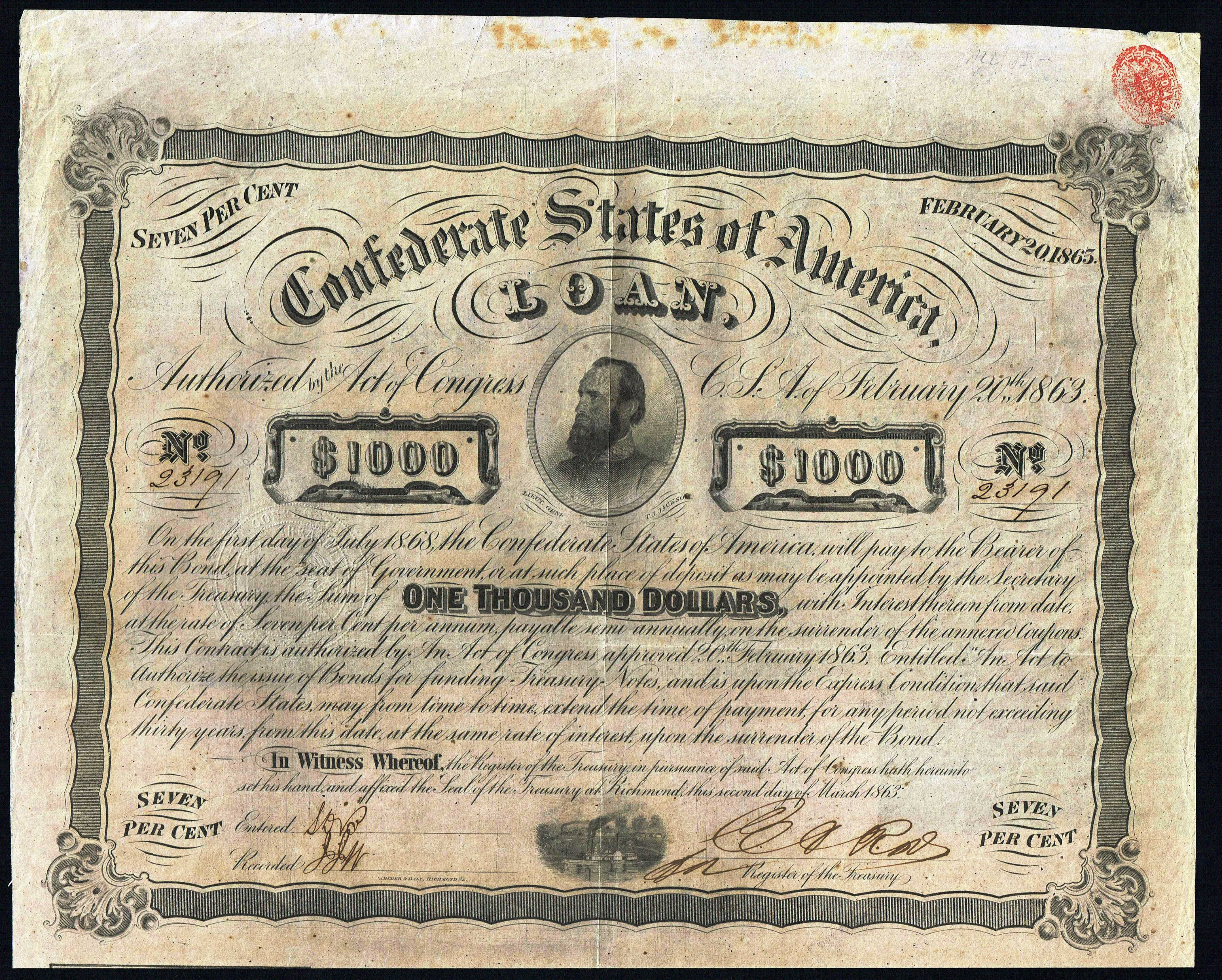
Anleihe der Confederate States of America vom 2. März 1863, die Vignette zeigt General Thomas Jonathan Jackson

Die Wirtschaft der Südstaaten war im Vergleich zum Norden weitgehend agrarisch geprägt und wies nur wenig Industriebetriebe auf. Dennoch wäre sie 1860 als viertreichste Volkswirtschaft der Welt eingestuft worden, wenn die Unabhängigkeit von den Vereinigten Staaten erreicht worden wäre. Sowohl in der Landwirtschaft als auch im verarbeitenden Gewerbe wurde ein erheblicher Teil der Arbeit durch Sklaven erledigt. Die Arbeitskräfte der Tredegar Iron Works in Richmond, die drittgrößte Metallfabrik in Nordamerika, bestanden fast zur Hälfte aus Sklaven. Auch die Gallego-Getreidemühlen, der größte Produzent von hochwertigem gemahlenem Mehl der Welt, setzte eine beträchtliche Anzahl von ihnen ein. Die konföderierte Regierung versuchte sofort, die Kontrolle über Industrie und Landwirtschaftsproduktion in der Konföderation zu übernehmen. Fast alle Produkte, die von den Fabriken und Farmen der Konföderierten produziert wurden, wurden benötigt, um die Kriegsanstrengungen zu unterstützen, und die 1862 und 1863 verabschiedeten Wehrpflichtgesetze gaben Richmond die Befugnis, denjenigen, die Regierungsaufträge erfüllten, Ausnahmen davon zu gewähren – d. h. ihre Arbeiter davor zu bewahren, in die Armee eingezogen zu werden, solange sie die Regierung belieferten. Obwohl der Norden die Konföderation in der verarbeitenden Industrie weit übertraf, stammten 70 % der Exporte aus den Vereinigten Staaten vor der Sezession aus dem Süden. Die Kombination aus einer konfusen Zollpolitik, bei der die Interessen der Föderationsstaaten die der Regierung in Richmond überwogen, und der Blockade der Häfen des Südens durch die Union beraubte die Konföderation bald dieses wirtschaftlichen Vorteils.
Die wirtschaftliche und demographische Ausgangslage bei Ausbruch des Bürgerkrieges gestaltete sich für den Süden daher als äußerst ungünstig. Den ca. 21 Millionen Nordstaatlern standen nur 9 Millionen Einwohner in den Südstaaten gegenüber, von denen wiederum nur 5 Millionen der weißen Bevölkerungsschicht angehörte, aus denen die Konföderation das Gros ihrer Soldaten rekrutieren musste. Damit zog die konföderierte Armee auch die produktivsten (weißen) Arbeitskräfte aus den Farmen und den Fabriken heraus, forderte aber zugleich die Bereitstellung von enormen materiellen Ressourcen, um ihre Soldaten ernähren und ausrüsten zu können. Auch die Industrialisierung war in den Südstaaten weit weniger vorangeschritten als im Norden. 1860 war die Industrieproduktion der Nordstaaten etwa neunmal größer als die der Konföderation, selbst nach dem Beitritt ihrer vier nördlichsten Bundesstaaten.  Allein die Fabriken in Massachusetts produzierten mehr Güter als die des gesamten Südens. Darüber hinaus konnte die Union auch die neu entdeckten Goldvorkommen in den westlichen Territorien zur Kriegsfinanzierung heranziehen. Die Konföderation hingegen war darauf angewiesen, die für die Kriegsführung wichtigen Güter aus dem Ausland zu importieren und dafür vor allem Baumwolle und andere essentielle Außenhandelsgüter des Südens zu exportieren. Um die Südstaaten von dieser für sie absolut lebenswichtigen Nachschub- und Geldquelle abzuschneiden, verhängte die Union bereits an dem späten Frühjahr 1861 eine strenge Wirtschafts- und Seeblockade über das Gebiet der Konföderation (siehe auch Anakonda-Plan).
Um trotzdem als eigenständiger Staat weiter bestehen zu können, musste man – im Wesentlichen – zwei Aufgaben lösen: die Schaffung eines Nationalbewusstseins und die Armee für den heraufziehenden Krieg mit den Unionsstaaten kampfbereit zu machen. Mit eigenem (und somit auch identitätsstiftenden) Geld konnte man die Ideale der neuen Nation stärker im Volk verankern und vor allem den Krieg finanzieren. Am 9. März 1861 beschloss die Regierung daher die Einführung der neuen Währung. Da die Kriegsanstrengungen Unsummen kosteten, musste man das dafür erforderliche Geld – mangels Alternativen – drucken, um die bis dahin aufgelaufenen Rechnungen der Lieferanten bezahlen zu können. Ein Großteil der Bevölkerung im Süden war anfangs noch fest davon überzeugt, diesen Bürgerkrieg für sich zu entscheiden, deshalb erfuhr der CSD zunächst auch eine sehr hohe Akzeptanz. Noch dazu war nach der ersten Schlacht bei Manassas ein schneller (und damit billiger) Sieg des Südens in greifbare Nähe gerückt. Da sich aber die Kampfhandlungen – wider der allzu optimistischen Erwartungen der Südstaateneliten – mehr und mehr in die Länge zogen, war man dazu gezwungen, weiter Papiergeld ohne Deckung zu drucken. Aus all diesen Gründen stand die Regierung in Richmond bei der Finanzierung ihres Staatshaushaltes schon bald vor sehr ernsten Schwierigkeiten.
Wie die Union, finanzierte auch die Konföderation den Krieg vor allem mit Krediten. Es wurden auch neue – allerdings geringe – Steuern eingeführt. Ewas völlig neues für die Amerikaner, die bis zu diesem Zeitpunkt keine direkten Steuern an die Bundesregierung abgeführt hatten. 1862 wurde im Norden erstmals der Greenback, bundesstaatliches Papiergeld ausgegeben. Er trat an die Stelle der Scheine von einigen Emissionsbanken. Das neue Papiergeld verbreitete sich auch im Süden sehr rasch, da die eigene Währung in atemberaubenden Tempo von der Inflation entwertet wurde. CSA-Banknoten wurden nach dem Fall von Vicksburg (1863) westlich des Mississippi praktisch nicht mehr verwendet, da es schwierig war, sie über den von der Union kontrollierten Fluss zu schmuggeln. Für die massiven wirtschaftlichen Nöte der Bevölkerung wurde, neben den Yankees und einmal mehr den Juden, vor allem Finanzminister Christopher Memminger – größtenteils zu Unrecht – verantwortlich gemacht. Seine Bemühungen, die Inflationsrate durch Anleihen und die Konfiszierung der Goldvorräte der Münzanstalt in New Orleans, sowie durch Ausgabe von neuen (im Grunde ebenfalls wertlosen) Wertpapieren zu senken, waren allesamt ins Leere gelaufen. Durch die mangelnde Unterstützung im Kongress versandeten auch seine Pläne für die dringend notwendige Steuerreform. Der Versuch, neue CSA-Anleihen im Ausland aufzunehmen, scheiterte an den Forderungen der Militärs.
„Memminger hat das Land mit nutzlosen Geld überschwemmt und die Quelle unseres Wohlstands untergraben“,
schrieb Catherine Edmondston aus Halifax County (North Carolina) im Jahr 1863. Am 15. Juni 1864 trat Memminger entnervt von seinem Amt zurück, da er mangels anderer Optionen keine Möglichkeit mehr sah, die massive Finanzkrise der CSA zu lösen. Hinzu kamen die zunehmenden Rückschläge an der Front des mittlerweile mit aller Härte geführten Bürgerkrieges, besonders die Taktik der „verbrannten Erde“, d. h. die gezielte Zerstörung der Infrastruktur durch die Unionsarmeen unter den Generalen Sherman und Sheridan, die so den Krieg immer tiefer in die wirtschaftlich wichtigen Kerngebiete der Konföderation (Atlanta-Feldzug von 1864) trugen, verursachten immense materielle Verluste die nicht mehr kompensiert werden konnten.
Laut der periodischen Berichte des Finanzministeriums schätzt man, dass während des Krieges die Warenproduktion im Süden um bis zu 40 Prozent einbrach. Als die großen Wirtschaftszentren von der Union besetzt waren, konnte die Konföderation auch die Geldverteilung auf ihrem noch verbliebenen Staatsgebiet nicht mehr gewährleisten. Besonders die Blockade der Atlantikküste und schließlich auch des Mississippi durch die Union verschärfte die prekäre Lage der Bevölkerung immer mehr. Der Nachfolger Memmingers, George Alfred Trenholm, weigerte sich zwar, an die Politik seines Vorgängers anzuknüpfen, und begann gegen die Inflation und Spekulation vorzugehen, aber für eine Wende in der Finanzpolitik war es längst zu spät, auch seine von ihm initiierte Steuerreform war nicht weitreichend genug. Trenholm befürwortete die Ausgabe von fest verzinslichen Anleihen, weiters versuchte er, vergeblich, im befreundeten Ausland Kredite aufzunehmen. Am 27. April 1865 trat auch er wegen seines schlechten Gesundheitszustands von seinem Amt zurück, noch am selben Tag wurde John Henninger Reagan von Präsident Davis als neuer Finanzminister vereidigt. Zu diesem Zeitpunkt war die konföderierte Regierung aber bereits weitgehend handlungsunfähig. Am Ende verzichtete die Bevölkerung gänzlich auf die nahezu wertlosen CSD-Noten und behalf sich mit Tauschhandel oder US-Dollar. Als die konföderierten Armeen im April 1865 kapitulieren mussten, büßte der CSD jeglichen Wert als gesetzliches Zahlungsmittel ein. Die konföderierte Finanzadministration existierte nach Wiedereingliederung der Südstaaten in die USA nicht mehr, damit also auch keine Institution, bei der man (theoretisch) seine CSD-Banknoten noch gegen wertbeständige Gold- oder Silbermünzen umwechseln hätte können.
Die Unfähigkeit des Südens, das für die Kriegsführung benötigte Geld aufzubringen, war einer der entscheidenden Faktoren für seine katastrophale Niederlage. Die Finanzierung des Krieges war zwar auch für die Unionsstaaten eine große Herausforderung, ihre besser entwickelte Wirtschaft ermöglichte es ihnen aber den Konflikt ohne größere ökonomische Erschütterungen bis zum Ende durchzuhalten. Die Südstaaten behielten nach dem Krieg ihre Niedriglohnwirtschaft bei, die hauptsächlich auf arbeitsintensiver Landwirtschaft beruhte. Man investierte wenig in die Allgemeinbildung und versuchte, die Mobilität der Landarbeiter zu unterbinden. Aus diesen Gründen blieb der Süden bis ins 20. Jahrhundert hinein im Vergleich zum Rest der USA wirtschaftlich weit unter seinen Möglichkeiten.

### Steuern und Abgaben
Der Kongress in Richmond weigerte sich, die für die Finanzierung des Krieges dringend erforderlichen Steuern zu genehmigen, da die Konföderation auf dem Grundsatz weitestgehender Rechte für die Einzelstaaten gegründet wurde. Viele Südstaatler lehnten es kategorisch ab, der Bundesregierung zu viele Befugnisse zu übertragen. Der Gouverneur von Alabama, John Gill Shorter, fasste diese Einstellung mit folgenden Worten zusammen:
„Die Erhebung dieser Steuer durch den Staat wäre eine lästige und unangenehme Pflicht, da sie ihm die Notwendigkeit auferlegt, die Gesetze der konföderierten Regierung gegen ihre eigenen Bürger durchzusetzen.“
Zu Beginn des Krieges verlangte die Bundesregierung ihren Bürgern nur eine Grundsteuer von 0,5 % ab. Im Februar 1861 wurde eine Exportsteuer auf Baumwolle von einem Achtel Cent pro Pfund eingeführt, und im darauffolgenden August wurde eine sogenannte Kriegssteuer von einem halben Prozent auf das steuerpflichtige Vermögen der Konföderation erhoben. Beide Steuern wurden nur einmal erhoben. Abgesehen davon versuchte man in den ersten beiden Kriegsjahren, sich ohne Steuerabgaben zu finanzieren. 1861 wurden hierzu weitere Gesetze verabschiedet, die auf eine lange Liste von Waren Zölle erhoben. Da die Wirtschaftsblockade der Union den Auslandshandel stark einschränkte, brachte sie dem Staat nur etwa 1 Million Dollar ein. Im April 1863 verabschiedete der Kongress der Konföderation schließlich doch noch ein allgemeines Steuergesetz, das später noch abgeändert und umfassender formuliert wurde. Lizenz- und Gewerbesteuern wurde von Banken, Bowlingbahnen, Spirituosenläden, Hotels usw. erhoben. Auch auf den Verkauf bestimmter Waren wurden Steuern erhoben. Es wurde eine Einkommensteuer von 1 bis 15 Prozent und eine Gewinnsteuer eingeführt, die die Spekulation bekämpfen sollte. Landwirtschaftliche Produkte waren davon nicht betroffen, oder wurden nur einmalig besteuert. Diese alles brachte aber trotzdem nicht genügend Einnahmen ein, so dass man 1863 auch noch den – allgemein verhassten – Zehnten einführte, der die Farmer zwang, zehn Prozent von allem, was sie produzierten, an den Staat abzuführen. Diese Steuer stieß auf großen Widerstand und war außerhalb der Ballungszentren nur schwer durchzusetzen. Zusätzlich dazu waren die Bürger der Willkür von Offizieren (Commissioners of Impressment) ausgeliefert, die alles konfiszierten, was sie als kriegswichtig erachteten, einschließlich Sklaven. Insgesamt machten Schulden und die Druckerpresse 32 bis 60 Prozent der gesamten realen Einnahmen des Südens während des Krieges aus. Die Wirtschaftsblockade der Union verhinderte zudem die Beschaffung von dringend benötigten ausländischen Devisen, sowie die Akzeptanz des CSD als Zahlungsmittel im Außenhandel und auf den Finanzmärkten. In weiterer Folge konnten deswegen auch daraus keine Zolleinnahmen lukriert werden.

### Anleihen
Die Konföderation verkaufte in der Anfangsphase des Krieges noch relativ erfolgreich langfristige Staatsanleihen. Diese Quelle der Kriegsfinanzierung war aber bald trockengelegt, da die Aussichten auf einen Sieg über die Union immer mehr abnahmen. Die Anleger scheuten sich auch davor, in Wertpapiere zu investieren, die von der Regierung auf Basis viel zu geringer Steuern und einer sich kontinuierlich verschlechternden militärischen Situation angeboten wurden.
Die Anleihenausgabe der Konföderation war fiskalisch ebenso grob fahrlässig wie ihre Gelddruckerei. Die erste Anleihenemission wurde durch ein Gesetz vom 28. Februar 1861 geregelt, das es dem Präsidenten erlaubte, sich 15 Millionen Dollar zu 8 Prozent Zinsen zu leihen. Mit Beginn der Kämpfe wurden aber alle Schleusen für neue Anleihen geöffnet, und durch die Verabschiedung mehrerer diesbezüglicher Gesetze wurden Anleihen im Wert von über 700 Millionen Dollar ausgeschüttet. Um deren  Ausgabe zu beschleunigen, verabschiedete der Kongress im Mai und August 1861 neue Gesetze, die vorsahen, dass Anleihen im Wert von 100 Millionen Dollar in Rüstungsgütern, Fertigwaren und landwirtschaftlichen Produkten zurückgezahlt werden konnten. Dies wurde allgemein als „Cotton loan“ bezeichnet, da die Baumwollernte zur Bezahlung dieser Anleihen verwendet wurde. Angesichts all dieser Umstände und des mehr als ungewissen Kriegsausgangs gewährte man den CSA im In- und Ausland keine Kredite mehr. Diese Geldquelle konnte anfangs noch etwa ein knappes Drittel der Kriegsausgaben abdecken, ein Großteil davon war noch vor Ausbruch des Krieges aufgenommen worden. Die Union hatte zudem die Konföderation nie als legitimen Staat anerkannt, daher besaßen auch die in ihren Namen gezeichneten Schuldverschreibungen und Aktien nach ihrer Niederlage keinen realen Wert mehr und konnten deswegen nicht in US-Fonds überführt oder weiterverhandelt werden. Jeder, der mit dem Erwerb solcher Papiere die konföderierte Sache mitfinanziert hatte, verlor (im günstigsten Fall) nur sein investiertes Kapital.

### Spekulation
Auch die Spekulation, durch die die Preise für dringend benötigte Konsumgüter noch mehr angeheizt wurden, war in der Konföderation weit verbreitet und wurde offiziell scharf verurteilt. Neben der allgemeinen Wehrpflicht, dem sogenannten Zwanzig-Sklaven-Gesetz und den Requirierungen für die Armee, trug sie maßgeblich dazu bei, dass die Begeisterung für die Sezession in der breiten Bevölkerung rasch wieder abkühlte. Da die Menschen in ihrem wirtschaftlichen Alltag immer schwerer zu kämpfen hatten, steigerte dies das gegenseitige Misstrauen, nährte Verdächtigungen und führte zu Denunziationen. Auch die Pflanzeraristokratie achtete streng auf ihre eigenen Interessen, besonders dann, wenn Richmond die Preise ihrer Produkte regulieren wollte. Diesbezügliche Vorwürfe wurden manchmal von Antisemitismus sowie überzogenen Patriotismus getragen und arteten in einem Fall sogar in Brandstiftung aus. In Lynchburg zündete man mehrere Farmen an, deren Betreiber von Spekulationen profitiert haben sollen. Große Gewinne wurden vor allem durch Spekulation mit Tabak erzielt. Auf öffentlichen Versammlungen in verschiedenen Countys wurden deshalb die Gesetzgeber der Bundesstaaten aufgefordert, den Tabakanbau generell zu verbieten. Der Richmond Examiner schrieb hierzu, dass: „...der ganze Süden nach Erpressung riecht...“ und bezichtigte die Kaufleute aus dem Süden: „... in dieser Hinsicht sogar die Yankees und Juden übertroffen zu haben.“

### Inflation
Als der Wert der Banknoten fiel und die Preise stiegen, ordnete der Kongress den Druck von noch mehr Noten an, um die laufenden Kosten zu decken, was die Währung noch mehr entwertete. Das Ergebnis war eine stetig ansteigende Inflation, die in der US-amerikanischen Wirtschaftsgeschichte gleich an zweiter Stelle nach der Hyperinflation während des amerikanischen Revolutionskrieges gegen England am Ende des 18. Jahrhunderts gereiht werden kann. Ein Stück Seife kostete 1862 1 C$ und 10 Cent, ein Zehntel des Monatssolds eines Soldaten. Anfang 1863 kostete ein Fass Mehl im Süden 70 C$, am Ende des Jahres 250 C$. 1862/63 litt die Konföderation unter einer gallopierenden Inflation. Als einzige harte Währung galt im Volk nach wie vor der Golddollar der Union, was bedeutete, dass sich die Konföderation auch ökonomisch nicht vollständig von ihr lösen konnte. Der CSD verlor bereits im ersten Kriegsjahr etwa zwei Drittel seines Wertes. Nach jeder größeren Niederlage der Konföderierten Armee kalkulierten die Gewerbetreibenden im Süden mit höheren Staatsausgaben bzw. anschwellenden Geldmengenwachstum und erhöhten daraufhin ihre Preise. Darüber hinaus wuchsen allgemein die Zweifel bezüglich der Überlebensfähigkeit der jungen Nation immer weiter an. Die ständig steigenden Kriegsausgaben zwangen die Regierung, immer mehr Geldscheine zu drucken. Die Abhängigkeit der Südstaaten von Papiergeld verstärkte sich quasi von selbst. Selbst Varina Davis, die First Lady der Konföderation, beklagte in ihrem Tagebuch die schmerzhaften Auswirkungen der Inflation auf das tägliche Leben der Bürger von Richmond. Der Versuch von General John Henry Winder, als Provost Marshal von Richmond 1862 die Preissteigerungen durch Anwendung des Kriegsrechts in den Griff zu bekommen, fand zwar große Zustimmung in der Bevölkerung, blieb jedoch ebenfalls wirkungslos. 1863, nach Bekanntwerden der desaströsen Niederlage von General Robert E. Lee's Nord-Virginia Armee bei Gettysburg, stürzte der CSD mit einem Schlag um weitere 20 % seines Wertes ab. In Richmond rotteten sich im gleichen Jahr rund 3000 wegen der rapide kletterten Preise erboste Frauen zusammen und plünderten die Geschäfte und Lagerhäuser der Stadt, sie konnten erst durch die persönliche Intervention von Präsident Jefferson Davis, der dabei sein gesamtes Geld an die Menge verteilte (und letztendlich der Androhung von Waffengewalt), beruhigt und wieder zerstreut werden.
Der Gouverneur von Virginia, William Smith, forderte in seiner Antrittsrede im Januar 1864 eine gesetzliche Preisobergrenze, Jefferson Davis gar eine „radikale Währungsreform“. Die Regierung in Richmond versuchte der Inflation entgegenzuwirken, indem sie die ersten Serien ihrer Dollarnoten wieder aus dem Verkehr zog, für ungültig erklärte und verbrennen ließ. Der erste offizielle Rückruf erfolgte am 17. Februar 1864, man gab neue Noten aus und verfügte, dass sie zum Kurs von 3 alten Dollar gleich 2 neuen Dollar umgerechnet werden sollten. Diese erzwungene Konvertierung wurde jedoch später aufgehoben und war eine – letztlich erfolglose – Bemühung, die Geldmenge damit substantiell zu reduzieren. Die Preise für Lebensmittel, Kleidung und andere Güter des täglichen Bedarfs stiegen ins Uferlose, da diese Konsumgüter wegen schwindender Rohstoffe und der äußerst wirksamen US-Wirtschaftsblockade immer schwerer zu bekommen waren. Die CSD-Geldmenge stieg zwischen Januar 1861 und Oktober 1864 um das 11,5-fache an, während die Rohstoffpreise im gleichen Zeitraum um das 28-fache stiegen. Zuletzt litt der Süden unter einer völlig außer Kontrolle geratenen Inflation von über 9.000 Prozent und der Wert von 100 CSA-Dollar war auf 1,76 US-Dollar gefallen. Wenige Monate vor Kriegsende war ein konföderierter Dollar nominell nur mehr drei US-Cent (in Gold) wert. Aber weder die Zentralregierung noch die einzelnen Bundesstaaten gingen energisch genug gegen die Ursachen für Inflation und Spekulation vor.

## Sammlerstücke
Heute sind CSA-Dollar begehrte Sammlerstücke, einige der seltenen Banknoten sind nun zehnmal so viel wert wie bei ihrer Ausgabe im Jahr 1861. In Sammlerkreisen werden die Noten auch als „Black Eagle“, „funny back“, „Lincoln porthole“, „Washington porthole“ und als „Educationals“ bezeichnet. Das meiste noch verfügbare konföderierte Papiergeld ist jedoch gefälscht, da es seit mehr als einem Jahrhundert reproduziert wird, aber es tauchen immer wieder auch Originale auf dem Markt auf.